# Grafschaft Besalú
Die Grafschaft Besalú, auf Katalanisch Comtat de Besalú, benannt nach der Hauptstadt Besalú, war ursprünglich ein pagus der Grafschaft Girona. Im späten 9. Jahrhundert trennte Wilfried der Haarige, Besalú von seinem übrigen Besitz ab und machte seinen Bruder Radulf zum Grafen.
Grafen von Besalú waren:
- Radulf, 878–912
- Miró der Jüngere, 912–927
- Wilfried II., 927–957
- Sunifred, 957–965
- Miró Bonfill 965–984
- Oliba Cabreta 984–988
- Bernard I. Tallaferro, 988–1020
- Wilhelm I., 1020–1052
- Wilhelm II., 1052–1066
- Bernard II., 1066–1100
- Bernard III., 1100–1111